# Stachys beckeana
Stachys beckeana là một loài thực vật có hoa trong họ Hoa môi. Loài này được Dörfl. & Hayek miêu tả khoa học đầu tiên năm 1918.